# 妹がゾンビなんですけど!
『妹がゾンビなんですけど!』（いもうとがゾンビなんですけど）は、著者・伊東ちはや、イラスト・6U☆のライトノベル。略称は「妹ゾ」。スマッシュ文庫（PHP研究所）より2011年4月から2012年11月まで刊行された。スマッシュ文庫のレーベル内レーベルである「妹」をテーマにした『妹組』にて、初回に同時発売する1冊に本作第3巻が含まれた。

## あらすじ
妹の葬儀の日、告別式の最中に乱入してきた謎の女から謎の薬を手渡される。すると妹は蘇り、ゾンビとなった。風貴はプライドをかなぐり捨てて、ゾンビな妹を救おうとする。

## 登場人物
大鳥 風貴（おおとり ふうき）
本作の主人公。高校2年生。女顔でシスコン。
大鳥 姫ノ花（おおとり ひのか）
本作のヒロイン。高校1年生。成績優秀で容姿端麗。交通事故で他界するが、せつらの薬によりゾンビとして蘇る。
井関 せつら（いせき せつら）
科学者。姫ノ花の学校に研究室を構える。実弟がいたが、せつらの大学卒業後に病気で他界している。
野田 徹（のだ とおる)
風貴の親友。女好き。
空野 セイラ（そらの せいら)
姫ノ花のクラスメイト。姫ノ花の唯一の親友。
井関 清世（いせき きよせ)
せつらの弟。正体はせつらが作ったアンドロイドであるため、本当の弟ではない。

## 既刊一覧
- 伊東ちはや（著） / 6U☆（イラスト） 『妹がゾンビなんですけど!』 PHP研究所〈スマッシュ文庫〉、全4巻
  1. 2011年4月14日発売[1]、ISBN 978-4-569-67647-0
  2. 2011年11月28日発売[5]、ISBN 978-4-569-67756-9
  3. 2012年3月15日発売[6]、ISBN 978-4-569-67807-8
  4. 2012年11月7日発売[7]、ISBN 978-4-569-67918-1